# バッド・カンパニー (アルバム)
『バッド・カンパニー』（Bad Company）は、バッド・カンパニーが1974年に発表したデビュー・アルバム。

## 解説
アルバムのジャケット・デザインはヒプノシスによる。本作からは、「キャント・ゲット・イナフ」（全英15位・全米5位）、「ムーヴィン・オン」（全米19位）がシングル・ヒットした。
「レディ・フォー・ラヴ」は、ミック・ラルフスがバッド・カンパニー結成前に在籍していたモット・ザ・フープルのアルバム『すべての若き野郎ども』（1972年）収録曲のセルフ・カヴァー。「シーガル」では、ポール・ロジャースがすべての楽器を演奏している。
ポール・ロジャースは、ソロ・アルバム『クロニクル』（1994年）で、本作収録曲「キャント・ゲット・イナフ」と「バッド・カンパニー」の2曲をセルフ・カヴァーしている。

## 収録曲
1. キャント・ゲット・イナフ - "Can't Get Enough" (Mick Ralphs) - 4:16
2. ロック・ステディー - "Rock Steady" (Paul Rodgers) - 3:46
3. レディ・フォー・ラヴ - "Ready for Love" (M. Ralphs) - 5:01
4. ドント・レット・ミー・ダウン - "Don't Let Me Down" (P. Rodgers, M. Ralphs) - 4:22
5. バッド・カンパニー - "Bad Company" (P. Rodgers, Simon Kirke) - 4:50
6. ザ・ウェイ・アイ・チューズ - "The Way I Choose" (P. Rodgers) - 5:05
7. ムーヴィン・オン - "Movin' On" (M. Ralphs) - 3:21
8. シーガル - "Seagull" (P. Rodgers, M. Ralphs) - 4:06

## 参加ミュージシャン
- ポール・ロジャース - ボーカル、ピアノ、リズムギター
- ミック・ラルフス - ギター、キーボード
- ボズ・バレル - ベース
- サイモン・カーク - ドラムス

ゲスト・ミュージシャン
- メル・コリンズ - サックス
- スー&サニー - バッキング・ボーカル(on 4.)